# Wassini Bouazza
Wassini Bouazza est un général algérien membre de l'Armée nationale populaire. Il est responsable de la Direction générale de la Sécurité intérieure (DGSI), au sein de la Coordination des services de sécurité, d'avril 2019 à avril 2020.

## Biographie
En janvier 2019, le général Wassini Bouazza est nommé directeur central des infrastructures militaires auprès du ministère de la Défense nationale. Le général-major Abdelhamid Ghriss procède à son installation dans ces fonctions le 17 janvier. Puis le 21 avril 2019, Wassini Bouazza est nommé  responsable de la direction de la sécurité intérieure algérienne affiliée au ministère de la Défense nationale. Il remplace à ce poste le général Abdelkader,.
Pendant le Hirak en 2019, Wassini Bouazza est réputé appartenir au mouvement Badissia novembria. Selon Le Matin d'Algérie, sa nomination en avril 2019 par le général Ahmed Gaïd Salah correspond avec l’augmentation des arrestations des manifestants du Hirak. 
Lors de l'élection présidentielle algérienne de 2019, Wassini Bouazza est le principal organisateur de la campagne électorale d’Azzedine Mihoubi. Selon le journaliste Nicolas Beau, il est alors l'instigateur des difficultés du futur président Abdelmadjid Tebboune pour accéder au pouvoir le 19 décembre. À la suite de cette élection et la mort d'Ahmed Gaïd Salah, le général Sid Ali Ould Zemirli, proche du général Saïd Chengriha successeur de Gaïd Salah, lance une enquète à l'encontre de Wassini Bouazza. Celle-ci sera à l'origine des accords entre Saïd Chengriha et Abdelmadjid Tebboune,.
Wassini Bouazza est démis de ses fonctions  le 13 avril 2020 et immédiatement incarcéré à la prison militaire de Blida. Il est condamné en juin par le tribunal militaire de Blida, pour « « faux et usage de faux, atteinte à corps constitué, détention d’arme à feu et de munitions de type IV », à 8 ans de prison et 500 000 dinars algérien d'amende,. Wassini Bouazza a aussi été accusé d'avoir exfiltré, au début de l'année 2020, Guermit Bounouira l'ancien secrétaire particulier du général Ahmed Gaïd Salah,. 
En 2021, il est jugé pour « non-respect des consignes militaires », « trafic d’influence », « enrichissement illicite » et « entrave au travail de la justice ». Il est condamné à 16 ans de prison. Plusieurs de ses subordonnés, dont les officiers Lotfi, Nabil et Iskander,  sont jugés en même temps et aussi condamnés,
En  juin 2023, lors de son procès en appel, Wassini Bouazza est de nouveau condamné à 16 ans de prison.

## Analyse
Selon le journaliste Nicolas Beau du média Mondafrique, le général Wassini Bouazza est l'initiateur d’une ligne politique dure en particulier à l’encontre des membres du Hirak, et ce contre la demande de la Présidence d'Abdelmadjid Tebboune qui tend à intégrer des leaders de la contestation populaire conformément aux anciennes pratiques des services algériens du général Toufik. Les menées de « déstabilisation contre certains caciques du régime » par Wassini Bouazza sont aussi évoquées.